# Michael Bønsdorf
Michael Bønsdorf (født 6. oktober 1965 i Odense, Danmark) er en dansk komponist og lærer.
Bønsdorf voksede op i Odense i en musikalsk familie, hvor hans far var ansat som violinist ved Odense Symfoniorkester. Han er uddannet cand.phil i musikvidenskab fra Musikvidenskabelig Institut på Aalborg Universitet (1989-1995). Herefter tog han en kirkesanger eksamen fra Sjællands Kirkemusikskole (2006). Han fik undervisning i komposition hos komponisterne Svend Christiansen (1990-1992), og Svend Hvidtfelt Nielsen (2011-1012), og senere hos komponisten Niels Marthinsen (2012-2013). Bønsdorf har skrevet kammermusik, solostykker for mange instrumenter, sange, orgelmusik, elektronisk musik, korværker og filmmusik. Han har blandt andet skrevet musik til kortfilmen To som elsker hinanden (2023). Han er i dag bosat i København, og underviser i klaver på forskellige musikskoler, og har været underviser og omviser på Musikmuseet siden (1999). Bønsdorf lever også som freelancekomponist, og er medlem af Dansk Komponist Forening. 

## Udvalgte værker
- Hyldest til Francis Poulenc (1990-1991, Rev. 2007) - for klaver
- Aforismer (1997, Rev. 2010) - for marimba og to roto-toms
- Karpe i et vandfald (1999) - for fløjtetrio
- Andante malinconico (2000, Rev. 2010) - for klarinet og cello
- Sommerfugle (2004, Rev. 2017, 2020) - for fløjte og guitar
- Missa Brevis (2011-2019) - for trompet og orgel
- Eventyret om de tre hvide bjørne (2008-2010) - for fortæller og klaver

## Diskografi

### CD, LP og EP-indspilninger
- Michael Bønsdorf & Morten Skjoldan Petersen “LEPIDOPTERANS”  Music for flute and guitar (2022)
- Orkesterarrangementer af tre numre af Kalle Mathiesen på LP’ en “More is More: Kalles World Tour”. Indspillet af Sønderjyllands Symfoniorkester. (2020)
- “Stream” Chamber Music by Bo Andersen & Michael Bønsdorf. Udgivet af Enormous Rooms og Gateway music (2020)
- “Music from the Nursery” Piano Works by Michael Bønsdorf. Malene Thastum klaver, Kalle Mathiesen fortæller. Udgivet af Enormous Rooms og Gateway music (2018)
- Værket ‘Karpe i et vandfald’ for fløjtetrio er at finde på cd’en ‘Flowersongs’ med den danske fløjtetrio Flutention. Udgivet af Classico (2000)

### Musik til Film
- Musik til kortfilmen ‘To som Elsker Hinanden’ med Susse Wold, Tommy Kenter, Lars Knutzon og Max Hansen (2023. Zentropa). Instruktion og manuskript Niels Rosenkrands. Producer Ida Birk Hansen. Udtaget til Odense International Film Festival (2023)

## Nodeudgivelser
- ‘Everything is Asleep’ for fløjte og guitar. Udgivet på Edition Svitzer (2023)
- ‘Butterflies’ for fløjte og guitar. Udgivet på Edition Svitzer (2023)
- ‘Zu Divertieren wie damals’ - Duo for violin og viola. Udgivet på ViolaViva Musikverlag (Schweiz) (2023)
- ‘Die Intervalle - Acht kleine stücke für Viola’ for soloviola. Udgivet på ViolaViva Musikverlag (Schweiz) (2022)
- ‘Karpe i et vandfald’ for fløjtetrio. Udgivet på Edition Svitzer (2020)
- ‘Aforismer’ for Marimba and to Roto-toms. Udgivet på Edition Svitzer (2020)
- ‘Hommage á Francis Poulenc’ for klaver. Udgivet på forlaget Strofe (2007)
- ‘Ps. 23: Herren er min hyrde. 14 kompositioner af Danske komponister’. Udgivet på forlaget Capella Hafniensis Editions i samarbejde med Det Kongelige Bibliotek (2006)
- ‘Intonation og Lille Præludium’ for Sinfonietta. Udgivet på forlaget Strofe (2006)
- ‘Fem små stykker for klaver’. Udgivet på forlaget Strofe (2006)
- ‘Sommerregn’ for sopran og guitar. Udgivet på forlaget Strofe (2005)

## Stipendier og Legater
- 2001: Fire måneders arbejdsophold som komponist i Statens Kunstfonds kunstnerbolig i Cité internationale des arts i Paris
- 2000: En måneds arbejdsophold som komponist i Athen. Stipendium fra Veluxfondene i samarbejde med Det Danske Institut i Athen
- 1999-2000: Tildelt Statens Kunstfonds to-årige igangsætningsstipendium for yngre kunstnere
- I sommeren 1995: Legat af Morgenavisen Jyllands-Posten, som muliggjorde en måneds arbejdsophold som komponist i Syditalien

## Andre aktiviteter
Indstillet af Dansk Komponist Forening og beskikket af Kulturministeriet som medlem af Fordelingsudvalget for bibliotekspenge for musik og lyd i perioden 1. Januar 2024 til 31.december 2027.
1991-1995: Aktivt involveret i NUT (Nordjyllands Unge Tonekunstnere), bl.a. som bestyrelsesmedlem (1993-1995) 